# David F. Friedman
David Frank Friedman (24 de diciembre de 1923 - 14 de febrero de 2011) fue un cineasta y productor de cine estadounidense más conocido por sus películas B y de explotación, así como por la desnudez, sexploitation y gore en sus películas.